# Formator
Un formator este un specialist care concepe, proiectează, organizează si susține un curs în domeniul său de expertiză.
Principalul obiectiv al unui formator este de a crea programe de formare care să dezvolte anumite abilități și să îmbunătățească cunoștințele participanților în domeniul ce constituie tema cursului. Programele de formare pot fi închise, respectiv adresate doar unei anumite organizații, sau deschise, adresate tuturor persoanelor interesate de tema respectivă. Competențele dobandite sunt recunoscute sau nu de autoritatile din domeniu în funcție de autorizațiile si experiența companiei si formatorului care livrează programul de formare.

## Business trainer
Un „business trainer” activează în zone multiple, în principal în educarea angajaților unei companii pe o temă specifică domeniului de activitate al firmei și atribuțiilor pe care aceștia le au în fișa postului. O parte dintre traineri au statut de angajați în compania care comandă trainingul, alții lucrează pentru companii specializate în domeniul dezvoltării personale. De regulă, trainerii interni fac parte din departamentul de Resurse Umane și acoperă nevoile cele mai frecvente de educație și formare ale angajaților si conducerii companiei.
Există însă anumite cazuri când cunoștințele sau abilitățile necesare nu pot fi acoperite de trainerii interni sau compania este prea mică pentru a avea formatori interni, ori proiectul este prea mare pentru a fi acoperit de trainerii interni ai companiei. De aceea, există companii specializate de training care acoperă zone ca: managementul schimbării, leadership, comunicare, managementul timpului, tehnici de negociere, abilități de vânzare.

## În România
În România, profesia este recunoscută de Ministerul Muncii, Familiei și Protecției Sociale si Ministerul Educației, Cercetării, Tineretului și Sportului prin codul COR (Clasificarea ocupațiilor din România) 242401, iar programele de formare profesionala destinate adultilor sunt aprobate de CNFPA - Consiliul de Formare Profesională a Adulților.